# Vampyressa brocki
Vampyressa brocki là một loài động vật có vú trong họ Dơi mũi lá, bộ Dơi. Loài này được Peterson mô tả năm 1968.